# Specchio nella cultura di massa

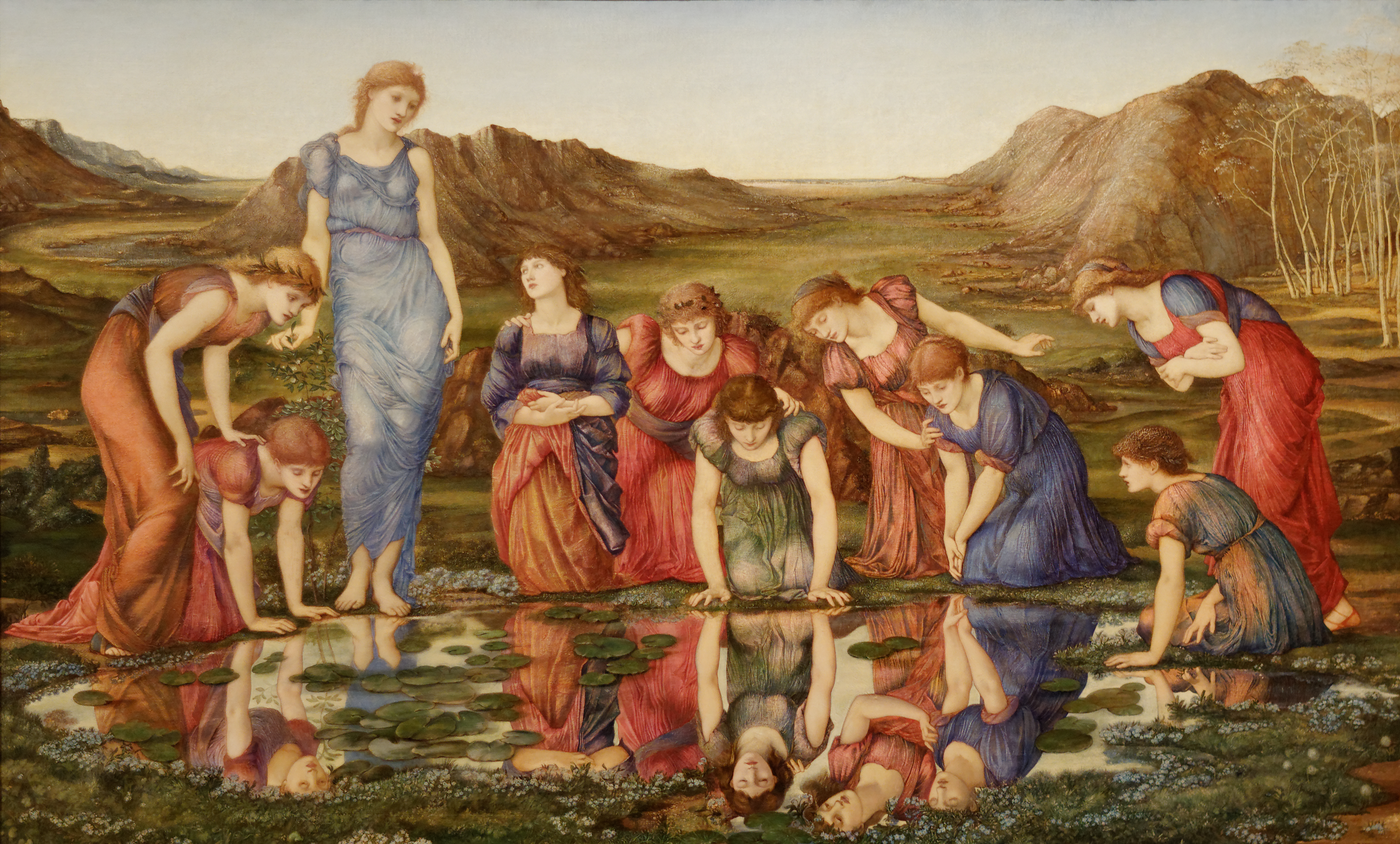
Lo specchio di Venere, di Edward Burne-Jones (1875)

Lo specchio è un oggetto che, per le sue caratteristiche, ha colpito e stimolato l'immaginario umano, entrando nel folklore e nella mitologia di vari popoli. È spesso legato al tema del doppio, dell'universo alternativo o del mondo alla rovescia, della bellezza e della divinazione. Tra le numerose attestazioni, spiccano in particolare lo specchio magico, quello di Alice ideato da Carroll, il mito di Narciso e alcune rappresentazioni della vanitas.
Nelle credenze popolari, gli specchi, duplicando la realtà, sarebbero in grado di imprigionare l'anima nell'immagine riflessa. Di qui l'usanza, oggi non molto diffusa, di coprire gli specchi alla morte di qualcuno per permettergli di raggiungere l'aldilà. La connessione specchio/anima è anche all'origine di caratteristiche tipiche delle creature demoniache: alcune, tra cui i vampiri secondo talune versioni, non riflettono la propria immagine poiché prive di anima; altre, come il basilisco, muoiono all'istante nel vedersi in uno specchio o in una qualunque superficie riflettente.
In generale, lo specchio rimanda all'occhio e alla vista, intesi soprattutto come strumento di conoscenza del mondo esteriore e interiore come nel ciclo di arazzi fiamminghi La dama e l'unicorno. Per questo è spesso legato all'iconografia della Verità e della Prudenza (in latino Veritas e Prudentia), rappresentate nell'atto di tenere in mano questo oggetto e contemplarlo. Gli occhi stessi sono definiti popolarmente gli "specchi dell'anima" poiché rifletterebbero - o tradirebbero - il carattere, l'umore e le intenzioni di una persona. Tuttavia, se lo sguardo è rivolto esclusivamente su di sé, l'autocontemplazione porta a narcisismo e vanità (in latino Vanitas).
Lo specchio, dunque, incarna una valenza negativa o positiva secondo i casi: in esso ci si perde e ci si riconosce, si scopre ciò che è fugace (la bellezza) e ciò che è eterno (l'essere), si distingue il dissimile dal simile.
La credenza secondo cui rompere tale oggetto porterebbe sfortuna, causando sette anni di disgrazia, è amplificata dal potere talvolta sinistro attribuito agli specchi, sebbene derivi probabilmente da una constatazione più pragmatica: lo specchio, infatti, era un tempo un bene prezioso, la cui distruzione significava un'ingente perdita economica; una volta infranto, e dunque inservibile, era arduo per le famiglie popolari sostituirlo con un altro.

## Lo specchio come duplicatore del mondo
(Jorge Luis Borges, La biblioteca di Babele da Finzioni)
Gli specchi replicano il mondo, lo duplicano invertendo destra e sinistra; mostrano un ambiente che appare reale ma è invece, secondo la definizione di Foucault, uno spazio eterotopico. Tale spazio, infatti, pur coincidendo con un luogo (o non luogo) nel quale chi si specchia non si trova effettivamente, è tuttavia un posto connesso a tutti gli altri spazi che lo circondano.
Per la sua fedeltà nel riflettere le immagini, lo specchio è inoltre utilizzato nei cosiddetti test di realtà da eseguire durante un sogno lucido. Guardandosi allo specchio nel corso di un sogno, infatti, può dare come esito un'immagine deformata, sostituita o persino assente, indice che il soggetto non è in stato di veglia.
La dimensione illusoria dello specchio che moltiplica la realtà è un tema ricorrente nella letteratura e nell'arte del Barocco.

### Lo specchio e il doppio
(Il "Signore dei Pupazzi" in Ghost in the Shell)
Nonostante l'uomo sia tra i pochi esseri viventi capaci di riconoscere la propria immagine in uno specchio, il riflesso pone comunque il soggetto davanti a un altro sé stesso. Lo specchiarsi diviene dunque l'occasione per riconoscersi, scorgere un dettaglio inatteso, persino disconoscersi.
Il tema del doppio e della specularità, presente in varie opere letterarie e cinematografiche (da Cuore di tenebra di Conrad a Paura e desiderio di Kubrick, da Uno, nessuno e centomila di Pirandello a Lo specchio nello specchio di Ende), è difatti uno dei concetti fondamentali della psicologia e della psicoanalisi.
Il riconoscersi nello specchio vale tanto per l'individuo quanto per la società. Un caso significativo è quello del cosiddetto Specchio Sassone, la più rilevante raccolta normativa del Medioevo tedesco, il cui nome ha un significato analogico: come si può osservare il proprio volto in uno specchio, così i Sassoni avrebbero potuto vedere ciò che era giusto e lecito e ciò che non lo era nello Specchio.

### Lo specchio, Dio e la Creazione
(Ibn al 'Arabî)

## Lo specchio come porta
(Lewis Carroll, Attraverso lo specchio, cap. I)
Il mondo rovesciato dentro o oltre lo specchio è uno dei temi topici della letteratura e cinematografia fantastica. Attraversando tale oggetto, i personaggi si ritrovano in una realtà dove le leggi fisiche sono spesso sovvertite, invertire, deformate. Lo specchio è dunque una porta (o un vero e proprio portale) tra due mondi, di cui uno è quello conosciuto, l'altro un universo parallelo talvolta legato al regno dei sogni, dei morti o degli inferi. Non è un caso che alcune pratiche esorcistiche prevedano la possibilità di liberare un posseduto riflettendolo in uno specchio e imprigionando il demone di là dalla superficie.
Frequente, nella fantascienza, è anche il tema della dimensione parallela in senso ucronico o distopico. In questo caso, il mondo alternativo replica quello d'origine quanto a luoghi e personaggi, ma differisce da esso nello svolgimento dell'azione: eventi che non si sono verificati al di qua dello specchio, si verificano invece - nel bene e più spesso nel male - al di là. Ne è un esempio l'universo dello specchio presente nella saga di Star Trek.

### Lo specchio, il sogno e le favole
Attraversare lo specchio equivale sovente ad entrare nel mondo dei sogni, un mondo in cui le leggi fisiche o non valgono o funzionano secondo meccanismi differenti rispetto al mondo reale, come avviene per Alice in Attraverso lo specchio (seppure in stato di veglia).
Il nesso specchio-sogno ricorre nella filmografia di Ingmar Bergman, in particolare La prigione e Il posto delle fragole.
Tra gli esempi più recenti di specchio magico che conduce a una dimensione parallela, la miniserie TV fantasy Decimo regno (2000) e il film di Terry Gilliam Parnassus - L'uomo che voleva ingannare il diavolo, dove il protagonista (interpretato da Heath Ledger, morto prima della fine delle riprese) muta anche sembianze nell'attraversarlo.

### Lo specchio, l'invisibile e gli inferi
Un tòpos letterario e cinematografico è l'apparizione nello specchio di creature altrimenti invisibili come fantasmi e demoni, la cui immagine è resa più inquietante dal fatto che, all'atto di voltarsi, non trova corrispondenza nel mondo reale: sono, cioè, riflessi di corpi visibili solo al di là dello specchio. Ciò vale anche per il materializzarsi di oggetti, lati nascosti della personalità di chi guarda, volti sconosciuti, come - per quest'ultimo caso - nel film Il volto di Bergman.
Secondo alcune credenze popolari, gli specchi sarebbero inoltre un portale attraverso cui i morti e gli esseri demoniaci potrebbero passare dal loro mondo a quello umano. Un caso particolare di specchio magico si legge nel romanzo Harry Potter e la pietra filosofale.

## Lo specchio come oggetto divinatorio
(Bibbia, prima lettera di San Paolo ai Corinzi 13,12)

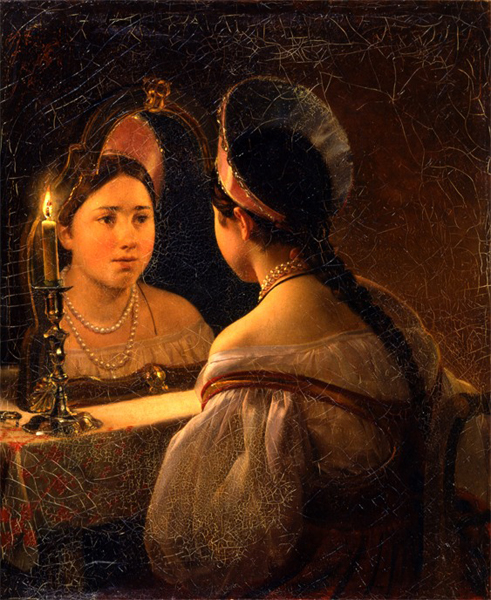
Svetlana s'interroga sul suo avvenire, di Karl Briullov (1836)

Le credenze popolari attribuiscono allo specchio e alle superfici riflettenti in generale (fra tutte l'acqua ferma), il potere di materializzare il passato e il futuro, eventi presenti ma lontani dal luogo in cui ci si trova, oggetti o esseri nascosti; tutto ciò, dunque, che gli occhi non potrebbero vedere senza il suo ausilio.
Nella mitologia cinese, ad esempio, i morti osservano la forma in cui rinasceranno in uno specchio magico chiamato Yeh Ching ("specchio del destino" in cinese).
Nel Roman de la Rose, invece, il poeta vede riflessa la sua rosa, ovvero la donna di cui s'innamorerà, nello specchio di Narciso. Mentre nell'opera seicentesca in latino Speculum imaginum veritatis occultae, exhibens symbola, emblemata, hieroglyphica, aenigmata, omni tam materiae, quam formae varietate del gesuita Jacob Masen, l'immagine (riflessa) diviene simbolo, emblema, glifo, riferendosi direttamente al Creato e al suo Creatore. Secondo la studiosa Angela Deutsch, il termine speculum adoperato nel titolo deriverebbe inoltre dall'espressione di San Paolo nella Prima lettera ai Corinzi: "ma ora vediamo come in uno specchio, in maniera confusa".

## Lo specchio come oggetto magico e fantascientifico
(Biancaneve e i sette nani)
Oltre a quelle divinatorie, allo specchio vengono attribuite proprietà straordinarie di vario genere, sia nel folklore sia in letteratura, nei fumetti, al cinema, nei videogiochi e nei giochi di ruolo. La più comune consiste nel condurre a una dimensione parallela (per la quale si rimanda al paragrafo Lo specchio come porta); altre prendono spunto dalla capacità degli specchi di:
- restituire un'immagine nell'immediato: a tal punto che Dante, nel canto XXIII dell'Inferno, afferma che Virgilio gli ha letto nel pensiero con la velocità del piombato vetro;
- visualizzare oggetti: come l'element (arma materializzata dai fotoni) che la HiME Yukino Kikukawa utilizza anche come monitor (ed è interessante notare che l'apparizione stessa dello specchio-element dimostri che la HiME Yukino ha acquisito consapevolezza e padronanza dei propri poteri);
- riflettere la luce: come nell'arma inventata dalla Banda Bassotti che rispedisce al mittente i raggi delle pistole e quelli ipnotici;
- racchiudere la realtà entro il proprio perimetro: caratteristica che, unita all'idea di specchio-portale, permette di imprigionare qualcuno all'interno come avviene nello Specchio Oscuro, l'oggetto magico del videogioco The Legend of Zelda: Twilight Princess (cfr. il paragrafo Lo specchio come porta).

## Lo specchio, i vizi e le virtù

### Lo specchio e laVanitas
(Angelo Branduardi, Vanità di vanità)

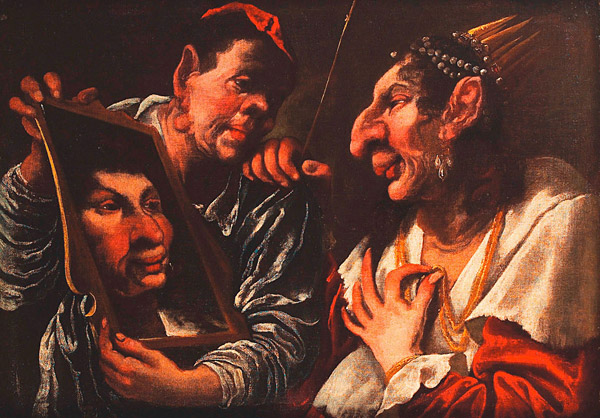
Allegoria della vanità, di Pietro della Vecchia

Lo specchio permette di vedere sé stessi, scoprire il proprio aspetto, ammirare la propria bellezza. Quest'ultima, se intesa in chiave positiva, spinge alla contemplazione e conoscenza di sé; intesa in chiave negativa, invece, al narcisismo e all'attaccamento a beni fugaci e terreni. Il tema della Vanitas, già presente nell'Antico Testamento (vanitas vanitatum, "vanità di vanità"), è rappresentato di frequente da donne colte nell'atto di guardarsi allo specchio per pura vanità.
Le stesse sirene, che incarnano una bellezza fatale, sono raffigurate con pettine e specchio, sebbene solo a partire dal II secolo quando, cioè, le loro sembianze divengono quelle di mostri metà donne e metà pesci invece che metà donne e metà uccelli. In araldica, in particolare, ricorre la sirena con lo specchio che, tuttavia, perde la negatività della Vanitas incarnando al contrario Eloquenza e Persuasione.
Gli specchi, considerati peccaminosi dai seguaci di Girolamo Savonarola, furono tra gli oggetti distrutti in un rogo pubblico a Firenze durante il Falò delle vanità, nella festa di martedì grasso del 7 febbraio 1497. Erano ritenuti inoltre un simbolo della Superbia, assieme al pavone e al pipistrello.
Come strumento del demonio, lo specchio compare anche nell'incisione di Max Klinger Il serpente dalla serie Eva e il futuro. Qui l'episodio biblico della tentazione di Eva e del peccato originale consiste non solo nel cogliere il frutto proibito (che la "madre degli uomini" tiene nella mano destra) ma anche nell'ammirarsi cedendo alla vanità. La superficie riflettente, inoltre, è incastonata in un ramo sviluppatosi in modo innaturale dell'Albero della Conoscenza.
Pur restituendo a chi lo guarda la sua immagine presente, quest'oggetto è in realtà un monito nei confronti del futuro, del finito, della morte; ricorda, cioè, che la vita non dura in eterno e che la bellezza deve morire. Celebre, a tale proposito, è l'illusione ottica in cui una donna vestita di bianco, che si guarda allo specchio davanti a vari cosmetici, è al contempo un teschio: la testa della donna - doppia perché riflessa - si muta nelle orbite, i cosmetici nei denti. Anche il dipinto Ragazza davanti allo specchio di Pablo Picasso è un modo di rappresentare la vanitas vantitatum: lo specchio, strumento del diavolo, restituisce non l'immagine del presente, ma quella drammatica del futuro.
Nel film Il posto delle fragole di Ingmar Bergman, Sara appare giovane in un incubo del vecchio cugino Isak Borg, il quale un tempo l'amava. Nel sogno, lei lo costringe a guardare il proprio volto invecchiato in uno specchio, dicendogli che presto dovrà morire. In L'uovo del serpente, invece, il protagonista Vergérus si guarda spirare allo specchio dopo aver assunto del veleno.
Di contro, il patto col diavolo di Dorian Gray è il vano tentativo dell'uomo di sfuggire alla morte uccidendo il proprio doppio o, meglio, proiettando la morte nella propria immagine, sebbene in questo caso grazie ad un ritratto.

### Lo specchio e laVeritas
Oltre ad essere un simbolo dell'inganno, della fugacità e della vanità, lo specchio rappresenta anche il loro contrario: verità, eternità, realtà. Ciò avviene per due motivi: da una parte, questo oggetto è un monito verso ciò che è fasullo ed invita, quindi, a vedere il mondo e sé stessi per ciò che sono; dall'altra, è in grado di mostrare i lati nascosti del mondo, soprattutto ciò che esso nasconde alle sue spalle. Collegata a questa visione è anche la credenza che i vampiri non siano visibili riflessi in uno specchio. In questo caso, lo specchio sarebbe in grado di distinguere tra vivi e "morti viventi".
Il legame tra specchio e Veritas è attestato già in due passi nel Nuovo Testamento, ovvero la Lettera di Giacomo e, ancor più, la seconda lettera ai Corinzi, dove San Paolo afferma che i credenti potranno vedere la gloria del Signore "come in uno specchio" e trasformarsi nella sua stessa immagine.
Il tema dello specchio rivelatore avrà particolare fortuna nel corso del Medioevo, sia in arte sia in letteratura, dove fiorì un vero e proprio genere letterario, lo "specchio" (lat. speculum), a intento didattico-moraleggiante. Nel XII secolo, ad esempio, Vincent de Beauvais compose un'opera sull'universo, con spirito enciclopedico, dal titolo Speculum majus ("Specchio maggiore") e divisa in quattro parti che descrivono, ciascuna, un aspetto dell'universo stesso: Speculum naturale ("Specchio della Natura"), Speculum doctrinale o Speculum Sapientiae ("Specchio dottrinale" o "della Sapienza"), Speculum morale ("Specchio della Morale"), Speculum historiale ("Specchio della Storia").
Questa visione dello specchio come fonte di verità è probabilmente collegata anche alla trasparenza e limpidezza del vetro o del cristallo di cui esso è fatto (accessorio tipico degli indovini è la sfera di cristallo). A questa visione si rifà lo "specchio magico" di alcune fiabe, come quello cui si rivolgeva la matrigna di Biancaneve, non senza legami con il tema sopra accennato della Vanitas.

### Lo specchio e laPrudentia
Lo specchio, poiché permette di conoscere sé stessi, invita ad essere virtuosi e - in particolare - autocritici e prudenti. L'oggetto diviene un simbolo, oltre che un exemplum, in tal senso già ai tempi in cui fu steso il libro della Sapienza.
Nel Medioevo, lo speculum perfectionis ("specchio di perfezione") diede il titolo a un'opera anonima, scritta attorno al 1318 e erroneamente attribuita a frate Leone, sulla vita virtuosa di San Francesco. La vera perfezione, tuttavia, spetta a Dio secondo Dante che fa dire a Adamo "perch'io la veggio nel verace speglio / che fa di sé pareglio a l'altre cose, / e nulla face lui di sé pareglio" ("perché io vedo [la tua volontà] nel vero specchio che contiene in sé l'immagine perfetta di tutte le realtà, mentre nessuna [di queste realtà] può rendersi immagine perfetta di esso", Par. XXVI 106-108). In altre parole, il mondo può rispecchiarsi interamente in Dio ma non è in grado di rispecchiarlo perché finito, limitato, insufficiente; il che, nell'ottica della morale cristiana medievale (o almeno in quella espressa da Dante), dovrebbe spingere a umiltà e prudenza, a non "trapassar del segno" (ibid. 118) peccando di superbia.
La Prudentia, intesa come virtù personificata, fu rappresentata in incisioni del Seicento come una donna che tiene uno specchio nella mano sinistra, nel quale osserva le cose passate e future. In altre incisioni coeve si vede invece un uomo che guarda sé stesso in uno specchio (sempre nella mano sinistra), con l'invito a usare cautela, scritto in un nastro in stile araldico: "INSPICE CAVTVS ERIS" ("Guarda, sarai prudente").

In una datata 1640 compare invece solo lo specchio, nella consueta forma ovale, con all'interno altri due piccoli specchi situati ai lati. Al centro di tutti e tre gli specchi, quello maggiore e i due minori, vi è un serpente attorcigliato e coronato; il più grande dei tre ha come piedistallo una clessidra. Sulla fascia superiore dell'ovale campeggia infine il motto latino "QUÆ FUERINT / QUÆ SINT / QUÆ MOX VENTURA TRAHANTUR" ("[Le cose] che potrebbero essere state / Che potrebbero essere / Che stiano per avvenire").

## Lo specchio e le fobie
Lo specchio è anche correlato a una specifica fobia denominata spettrofobia o eisoptrofobia, riconosciuta ufficialmente nel 1915. Essa è una fobia isterica degli specchi e di vedere allo specchio il riflesso del proprio viso. Gli spettrofobici hanno una costante paura degli specchi e di specchiarsi, pur rendendosi conto dell'irrazionalità di tale paura.